# Ústí (ort i Tjeckien, Olomouc)
Ústí är en ort i Tjeckien.   Den ligger i regionen Olomouc, i den östra delen av landet, 250 km öster om huvudstaden Prag. Ústí ligger 253 meter över havet och antalet invånare är 567.
Terrängen runt Ústí är platt åt sydost, men åt nordväst är den kuperad. Ústí ligger nere i en dal. Runt Ústí är det ganska tätbefolkat, med 58 invånare per kvadratkilometer. Närmaste större samhälle är Hranice, 4,1 km nordväst om Ústí. Trakten runt Ústí består till största delen av jordbruksmark.